# Großer Riedelstein
Der Große Riedelstein bildet mit seiner Höhe von 1132,9 m ü. NHN den höchsten Punkt des Kaitersberges im Bayerischen Wald. Seinen felsigen Gipfel schmückt das steinerne Denkmal zu Ehren des Dichters Maximilian Schmidt, genannt Waldschmidt. 
Im Sommer ist der Große Riedelstein ein beliebter Wanderberg mit schönem Panorama nach allen Seiten, im Winter führt ein Skilift vom Ecker Sattel bis unter den Gipfel. Einige Wanderwege führen auf den Gipfel, unter anderem von Thalersdorf, Arnbruck und Arrach. Darüber hinaus passiert der Weitwanderweg E6 auf seiner Route von Bad Kötzting zum Großen Arber den Großen Riedelstein.
Unweit des Gipfels gibt es ein bedeutendes Kletterrevier an den sogenannten Rauchröhren. Im Süden liegt der Kleine Riedelstein (1042 m).
Der Gipfel ist als Geotop ausgewiesen und besteht aus einer steil nach Süden abfallenden Felsklippe aus typischen metatektischen (teilaufgeschmolzenen) Gneisen. Charakteristisch ist die flaserige Bänderung mit hellen Arealen aus Quarz und Feldspat, die bereits mobilisiert wurden, und den dunklen nicht aufgeschmolzenen Arealen aus Biotit, Cordierit und Sillimanit.